# Edward Rosset
Edward Rosset (ur. 4 listopada 1897 w Łodzi, zm. 2 czerwca 1989 tamże) – polski demograf, profesor Uniwersytetu Łódzkiego, członek Polskiej Akademii Nauk. Założyciel i wieloletni przewodniczący Komitetu Nauk Demograficznych PAN. Twórca i naczelny redaktor „Studiów Demograficznych”.

## Życiorys
W 1922 ukończył studia na Uniwersytecie Warszawskim, zaś w 1947 uzyskał stopień doktora. W latach 1922–1950 zatrudniony jako naczelnik Wydziału Statystycznego Zarządu Miejskiego Łodzi, był jednocześnie starszym asystentem w łódzkim oddziale Wolnej Wszechnicy Polskiej (1929–1939). Związany z Towarzystwem Uniwersytetu Robotniczego (TUR) oraz Stowarzyszeniem Wolnomyślicieli Polskich. W czasie II wojny światowej ukrywał się w Warszawie, m.in. w mieszkaniu Włodzimierza Gralińskiego.
Po zakończeniu wojny brał udział w tworzeniu Uniwersytetu Łódzkiego. Uzyskał stopień docenta (1954), profesora nadzwyczajnego (1958) i zwyczajnego (1963). Kierował Katedrą Statystyki, następnie Demografii i Statystyki UŁ (1945–1968). Był prorektorem Uniwersytetu (1961–1965), profesorem tegoż (1958–1968), następnie zaś profesorem emerytowanym (od 1968). Związany z Wyższą Szkołą Ekonomiczną w Łodzi, był jej pracownikiem naukowo-dydaktycznym (1949–1961) oraz rektorem (1957–1961). Był członkiem korespondencyjnym (od 1962) i rzeczywistym Polskiej Akademii Nauk (od 1976), a także twórcą i redaktorem naczelnym „Studiów Demograficznych”, założycielem i wieloletnim przewodniczącym Komitetu Nauk Demograficznych PAN. Należał do Łódzkiego Towarzystwa Naukowego, Polskiego Towarzystwa Ekonomicznego, Towarzystwa Wolnej Wszechnicy Polskiej i Czechosłowackiego Towarzystwa Demograficznego przy Czechosłowackiej Akademii Nauk. Przewodniczył Radzie Naukowo-Ekonomicznej miasta Łodzi (1957–1962). 
Został pochowany na cmentarzu komunalnym Doły w Łodzi.

## Rodzina
Był żonaty, miał syna. Jego starszy wnuk Tomasz był m.in. dyrektorem przedstawicielstwa PLL LOT w Łodzi i dyrektorem zarządzającym Radia Eska Łódź, a młodszy wnuk Witold (z wykształcenia lekarz) był łódzkim samorządowcem i radnym Rady Miejskiej w Łodzi kilku kadencji.

## Ordery i odznaczenia
- Order Sztandaru Pracy I klasy
- Krzyż Komandorski z Gwiazdą Orderu Odrodzenia Polski
- Order Sztandaru Pracy II klasy
- Krzyż Oficerski Orderu Odrodzenia Polski (27 listopada 1929)[3]
- Złoty Krzyż Zasługi (dwukrotnie: po raz pierwszy 8 maja 1946[4])
- Medal Uniwersytetu Łódzkiego